# Ghanim Oraibi
Ghanim Oraibi Jassim Al-Roubai, altresì noto come Ghanim Orabi, Ghanim Jasim o Ghanim Al Roubai (16 agosto 1961), è un ex calciatore iracheno, di ruolo difensore.

## Carriera
Con la Nazionale irachena ha partecipato ai Mondiali 1986 disputando 3 partite.